# Rina Takeda
Rina Takeda (jap. 武田 梨奈, Takeda Rina; * 15. Juni 1991 in Yokohama, Präfektur Kanagawa) ist eine japanische Schauspielerin. Sie ist Trägerin eines schwarzen Gürtels (2. Grad) in Shōrin-Ryū Karate.

## Biografie
Im Alter von 10 Jahren erlebte sie, wie ihr Vater und ihr Bruder bei einem Karateturnier verloren. Nach eigener Aussage ärgerte sie sich darüber so sehr, dass sie bereits am nächsten Tag in einem Dōjō mit dem Karatetraining begann.
Ihr Filmdebüt hatte sie 2007 mit einer kurzen Sprechrolle in dem Horror-Film Kowai Dōyō (こわい童謡). Ihre erste Hauptrolle hatte sie in dem Martial-Arts-Film High Kick Girl!, der sich besonders durch die Vollkörperkontakt-Kampfszenen auszeichnet.
2009 hatte sie ihr Gesangsdebüt mit der Single zum Film High Kick Girl!.

## Filmografie (Auswahl)

### Filme
- 2007: Kowai Dōyō (こわい童謡)
- 2009: High Kick Girl! (ハイキック・ガール!, Hai Kikku Gāru!)
- 2010: Shōjo Senshiden Shion (少女戦士伝シオン)
- 2011: KG: Karate Girl (KG カラテガール, KG: Karate Gāru)
- 2011: Nyōnin Kunoichi (女忍 KUNOICHI)
- 2011: Avec Punch (アベックパンチ, Abekku Panchi)
- 2015: Attack on Titan
- 2015: Attack on Titan: End of the World

### Fernsehserien
- 2010: Kotai Shōjotai Dogoon V (古代少女隊ドグーンV; Staffel 1, Folge 1 bis 4)
- 2011: IS – Otoko demo Onna demonai Sei (IS〜男でも女でもない性〜)
- 2011: Koko ga Uwasa no El Palacio (ここが噂のエル・パラシオ, ~ Eru Parashio; Staffel 1, Folge 1 bis 4)